# For Your Lungs Only
For Your Lungs Only es el segundo EP de Alkaline Trio y su segundo trabajo antes de grabar Goddamnit, su primer álbum largo de estudio. Asian Man Records distribuyó este material grabado en los Atlas Studios de Chicago en 1998.
Alkaline Trio en For Your Lungs Only:
- Matt Skiba (voces, guitarra)
- Dan Andriano (voces, bajo)
- Glenn Porter (batería)

## Listado de canciones
1. Snake Oil Tanker
2. Southern Rock
3. Cooking Wine
4. For Your Lungs Only

- Datos: Q3283436